# Opel Patentmotorwagen Système Lutzmann
L'Opel Patentmotorwagen « Système Lutzmann » fut la première automobile d'Opel, fabriquée à Rüsselsheim am Main entre 1899 et 1901 après le rachat de l'Anhaltische Motorwagenfabrik du pionnier de l'automobile Friedrich Lutzmann.

## Historique

### Contexte

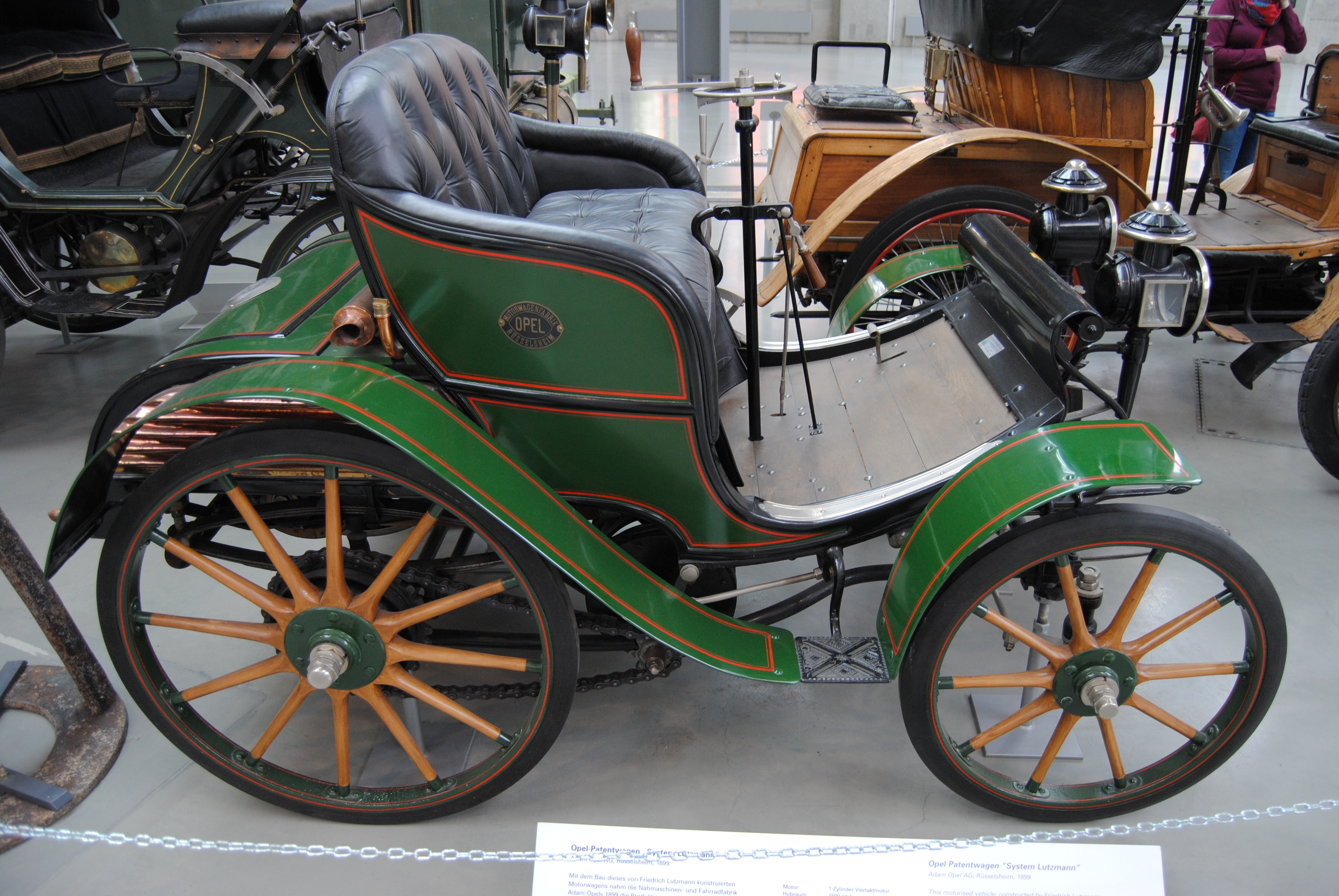
Opel Patentmotorwagen au Musée allemand de Munich.

La société Opel, dirigé par Sophie Opel, la veuve du fondateur de l'entreprise, fabriquait des machines à coudre et des vélos. Les fils aînés Carl et Wilhelm étaient partenaires - et également cofondateurs de l'Association automobile d'Europe centrale, qui a organisé la première exposition automobile à Berlin en 1897. Les exposants étaient Benz, Daimler, Kühlstein et Lutzmann, qui a remporté le concours de conduite organisé le 30 septembre et ont ainsi attiré l'attention de Wilhelm et Friedrich Opel.
Les frères Opel ont contacté le designer et ont visité son usine à Dessau après l'exposition. Ils s'intéressaient à la construction automobile parce que le marché des vélos était sursaturé au tournant du siècle (après un boom et la création de nombreuses nouvelles entreprises),. Une deuxième visite à Dessau a eu lieu en 1898.

### Production chez Opel à Rüsselsheim
Le contrat et l'avenant ont été signés le 21 janvier 1899,, (selon d'autres informations, Opel a acquis l'usine de Lutzmann à l'automne 1898),. Le prix d'achat était de 116 687 Mark-or (ℳ); Friedrich Lutzmann devint directeur de la construction automobile et reçut un salaire annuel de 8 000 ℳ (6 000 ℳ à partir de la deuxième année) ainsi qu'une prime de 1 % du chiffre d'affaires annuel.
La première Opel Patentmotorwagen a été construite à Rüsselsheim début 1899,. À cet effet, toute la production de Lutzmann y a été transférée depuis Dessau. Opel a également acquis des machines, des outils, des matériaux, ainsi que les brevets et la clientèle de Lutzmann, et une grande partie des ouvriers de Dessau ont été repris, en particulier le contremaître Sedlacek,. Outre les travailleurs de Dessau qui ont déménagé, d'autres ont été retirés de la construction de vélos.
Les matériaux repris de Dessau comprenaient également une Lutzmann Pfeil A finie. Les premières publicités de février 1899 montraient également des modèles Lutzmann Pfeil inchangés.
Les Opel Patentmotorwagen coûtaient, selon la variante de modèle, entre 2 000 et 3 500 ℳ et étaient en grande partie fabriqués à la main - il ne pouvait être question de production en série. Des demandes spéciales, par exemple pour des lampes à acétylène ou un siège de serviteur supplémentaire, ont également été satisfaites. Opel offrait une garantie de six mois. Au total, 65 véhicules automobiles furent livrés : 11 en 1899, 24 en 1900 et 30 en 1901. La Patentmotorwagen n'était donc pas un succès économique pour Opel,.

### Fin de la collaboration avec Lutzmann
Il devenait de plus en plus évident que la conception de Lutzmann était dépassée. Après avoir échoué à moderniser son véhicule automobile ou à développer de nouveaux modèles,, la séparation en 1901 n'a pas été à l'amiable.
Afin de tirer pleinement parti de la production de véhicules automobiles, Opel a commencé à produire des motos en 1901,, d'abord sous la forme d'une copie d'un modèle de Laurin & Klement, puis avec ses propres créations. Après la conclusion d'un contrat avec Renault,, une coopération a eu lieu avec Darracq en raison d'un manque de capacité de production. Opel est devenu l'importateur général pour l'Allemagne et l'Autriche-Hongrie et a également fabriqué lui-même des carrosseries,.

## Construction
La construction de l'Opel Patentmotorwagen consistait en un châssis en tube d'acier avec une structure en bois et des essieux rigides sur ressorts à lames semi-elliptiques. Par rapport aux modèles Pfeil construits à Dessau, les automobiles Opel étaient simplifiées et les «ornements en fer forgé» typiques du serrurier Lutzmann ont été supprimés,. L'Opel Patentmotorwagen a reçue une direction d'essieu, au lieu d'une fourche de bicyclette ou de moto, et le châssis et le cadre ont également été révisés afin d'obtenir un centre de gravité plus bas et donc une meilleure maniabilité.
De la fonte grise était désormais utilisée à la place du fer forgé pour le moteur, qui était installé à l'arrière en position couchée, mais il a fallu acheter une perceuse à cylindre spéciale pour la traiter,. Il avait une soupape d'admission automatique et, dans la version avec une cylindrée de 1,5 litre, il produisait 3½ ch (environ 2,5 kW) à 650 tr/min - la vitesse maximale était de 800 tr/min,.
L'entraînement se faisait via des courroies jusqu'à un arbre intermédiaire et de là via des chaînes jusqu'aux roues arrière. L'entraînement par courroie permettait deux rapports de vitesse et le ralenti, le levier de vitesses était monté sur la colonne de direction,. L'Opel Patentmotorwagen pouvait être équipé, en option, d'un troisième rapport. Comme sur les modèles Lutzmann précédents, il n'y avait pas de différentiel; la compensation de vitesse nécessaire entre les roues arrière motrices dans les virages était réalisée via une roue libre dans la transmission par chaîne.
L'Opel Patentmotorwagen était équipée d'un graisseur goutte à goutte et d'un allumage électrique par batterie. Un réservoir d'essence conçu comme un carburateur de surface a été utilisé pour former le mélange,. Le refroidissement était basé sur le principe du thermosiphon; un refroidisseur à tube dédié et une pompe à eau n'étaient disponibles que plus tard,.
Le véhicule automobile était équipé de deux freins à bande, le frein à main agissant sur la transmission et le frein à pied agissant sur les roues arrière. Comme les modèles de Dessau, les roues étaient équipées de roulements à billes, ce qui n'était pas une évidence à l'époque,. L'Opel Patentmotorwagen était équipée de série de pneus en caoutchouc plein; les pneus pneumatiques coûtaient un supplément,,.
À l'exception de la «voiture de société», seules des carrosseries ouvertes étaient proposées; une capote était disponible sur demande. La voiture pesait entre 450 et 520 kg.

### Variantes du modèle
Une première description de produit apparaît en février 1899 : les offres étaient une voiture biplace de 4 ch, une voiture quatre places de 5 ch, une voiture de chasse ou «break» avec deux cylindres et 6 ch et un autobus de dix places avec un moteur bicylindre de 8 ch. Des moteurs bicylindres allant jusqu’à 20 ch pouvaient être disponibles moyennant un supplément.
Lutzmann voulait «développer davantage» le moteur deux cylindres. À notre connaissance[De qui ?], seuls des moteurs monocylindres ont été construits à Rüsselsheim.
Un nouveau catalogue plus «réaliste» est publié la même année, qui présentait six modèles, des véhicules pour deux à quatre personnes de 4 à 8 CV (n° 1 à 5) et un «Fourgon publicitaire» (n° 6) avec une «caisse mobile» disponible en option, ce qui signifiait qu'il pouvait être transformé en voiture de tourisme. Ce véhicule était surnommé dans la presse locale le «Colosse de Rüsselsheim»,.
Quatre variantes de modèles avec des moteurs de 3½, 4 et 5 ch figuraient dans la brochure colorée de 1900. Il s'agissait : d'un simple biplace, d'un véhicule avec un espace supplémentaire pour un enfant, du modèle «Duc» pour quatre à cinq personnes et d'un modèle à structure de bagages variable,. Aucun nouveau catalogue n'a été publié pour 1901.

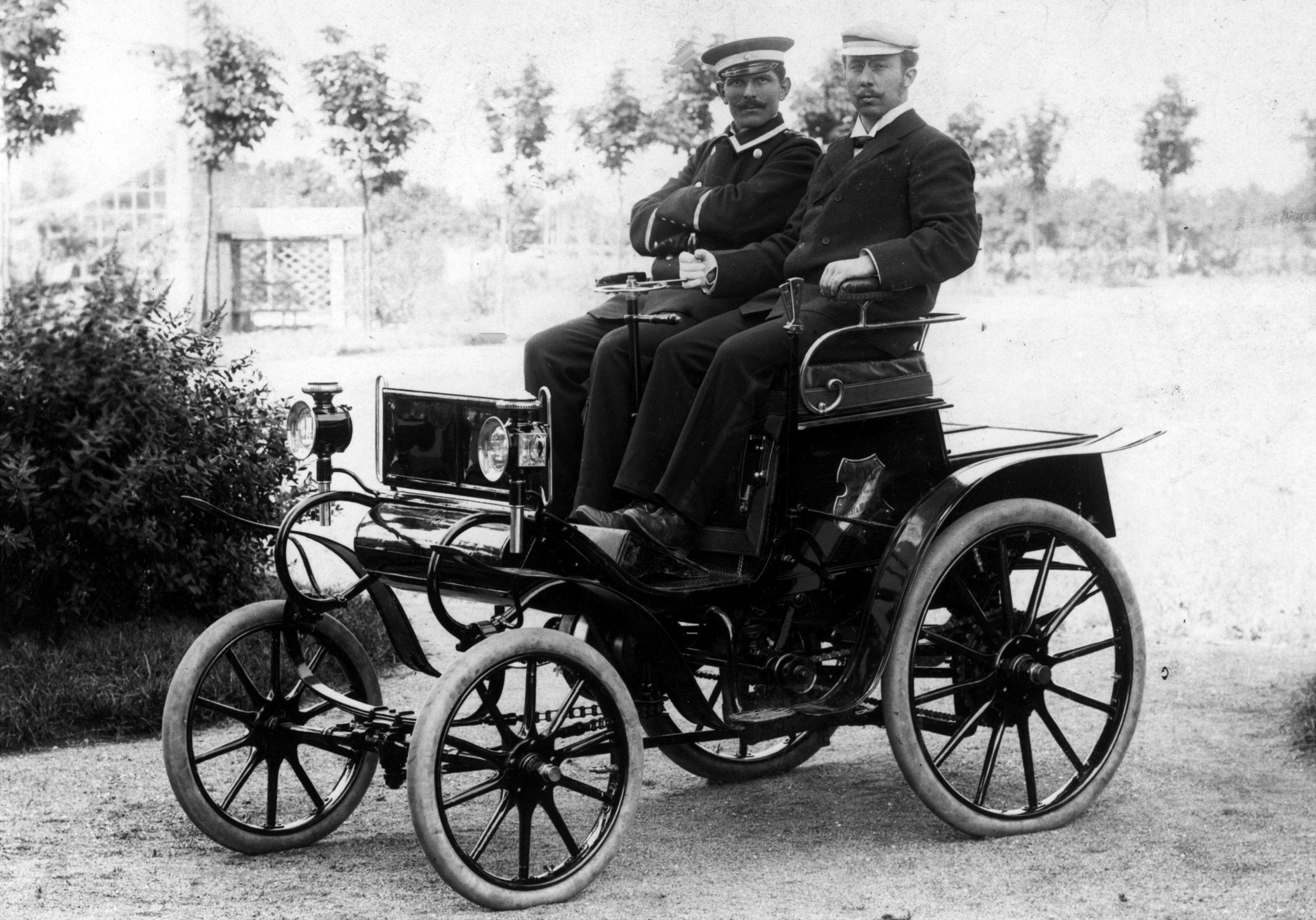
Heinrich Opel et le contremaître Sedlacek (au volant) sur une Opel Patentmotorwagen en 1899
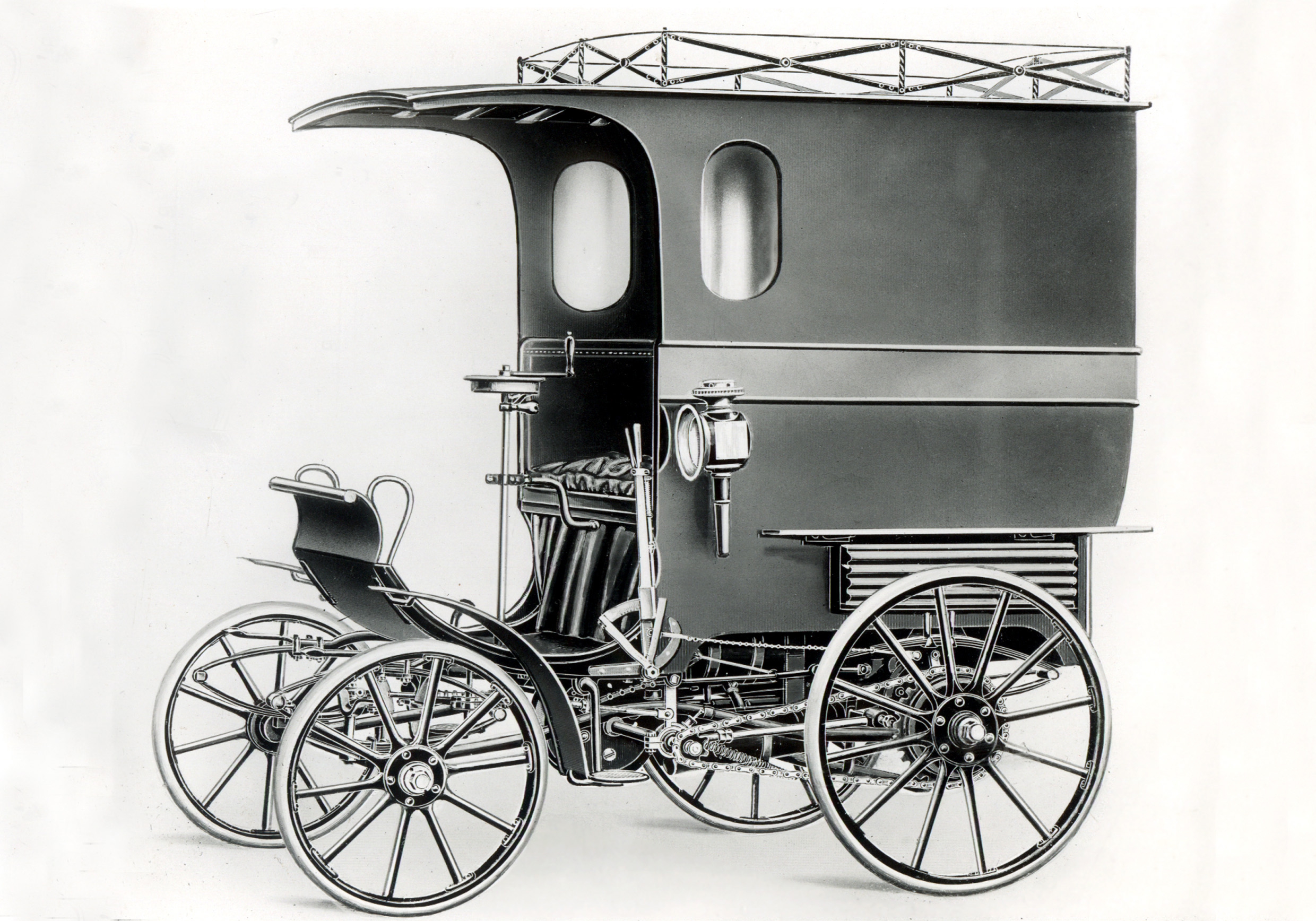
La «voiture de société» d’Opel
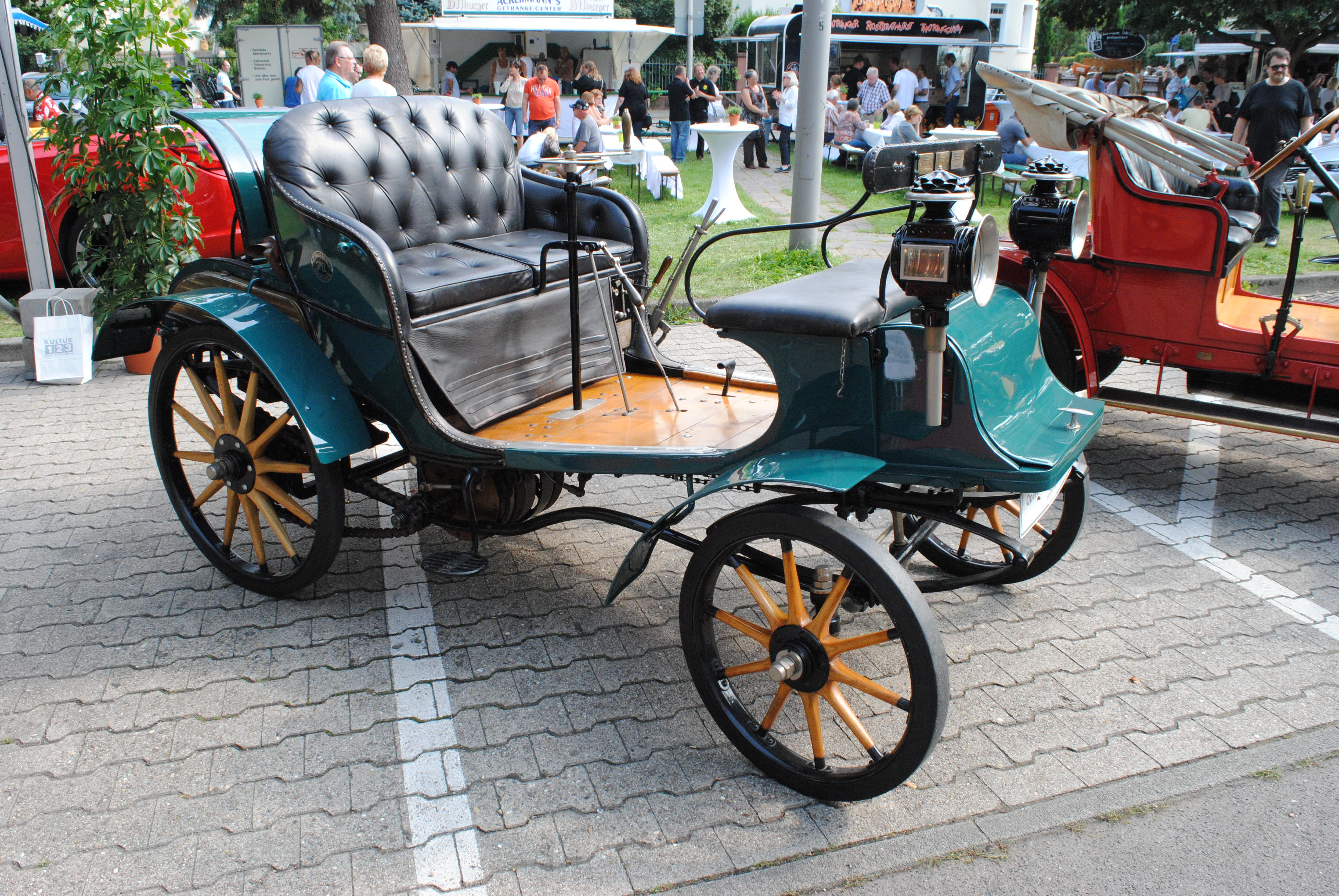
Opel Patentmotorwagen, construite en 1899, de la collection Opel Classic
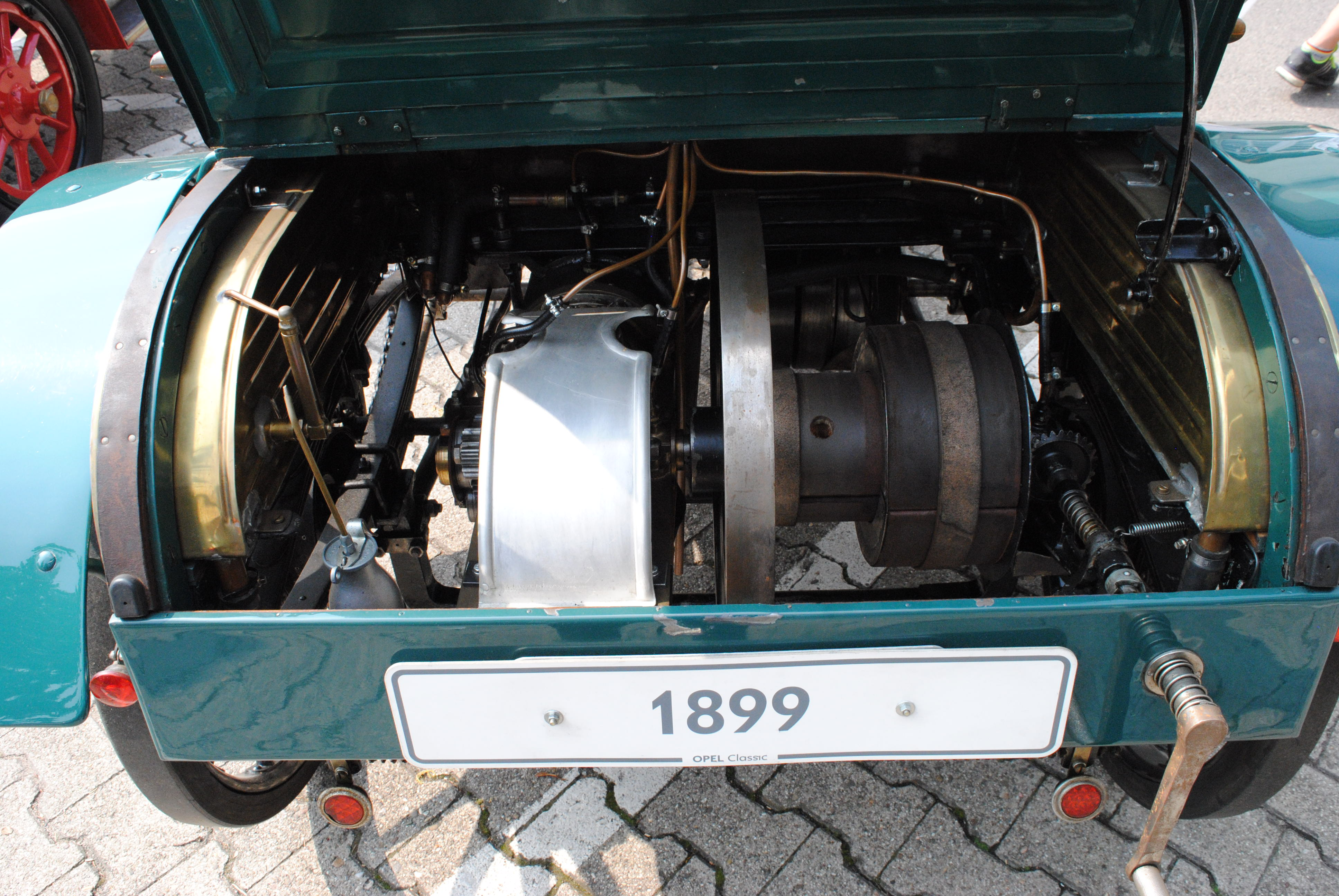
Opel Patentmotorwagen avec le capot ouvert
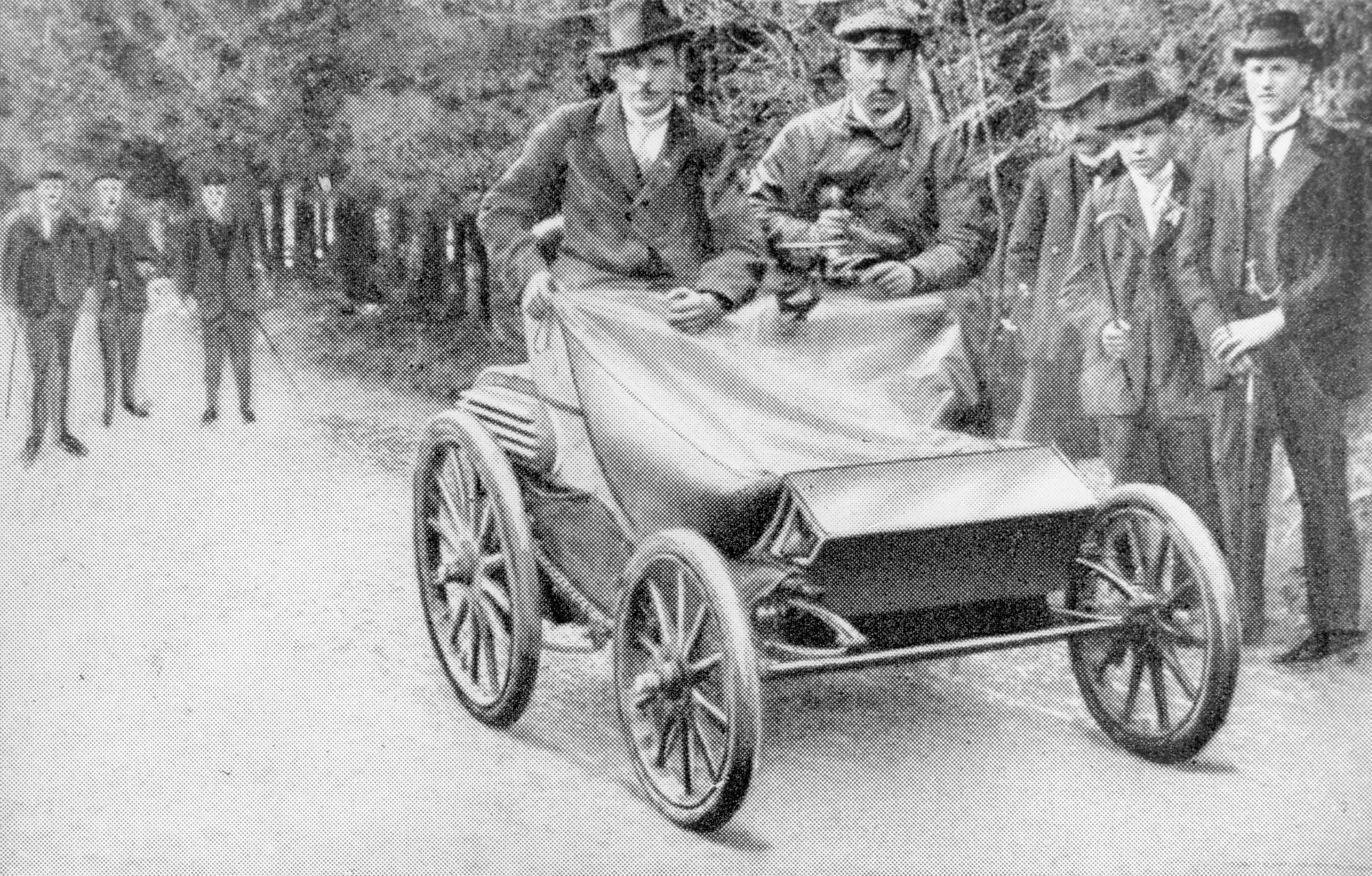
Voiture de course Opel lors de l'ascension du Heidelberg à Königstuhl en 1901

## Modèles compétitifs
Lors du long voyage d'Aix-la-Chapelle à Coblence le 14 mai 1899, Heinrich Opel - qui occupait la première place avec une demi-heure d'avance - tomba en panne en raison d'une panne d'allumage. Le 2 juillet de la même année, lors de la course Francfort-sur-le-Main-Cologne, des problèmes d'allumage surviennent à nouveau. L'Opel Patentmotorwagen a remporté son premier succès le 14 juillet lors du voyage longue distance Mayence-Bingen am Rhein-Coblence-Mayence, où Wilhelm Opel a obtenu la cinquième place dans la catégorie des plus de 350 kg avec une vitesse moyenne de 27,4 km/h.
Le dimanche 22 octobre, Heinrich Opel et son copilote Sedlacek ont fait un voyage via Flörsheim am Main, Höchst et Oberursel, puis ont gravi le Großer Feldberg,.
Lors de la première course internationale sur piste à Francfort-sur-le-Main le 29 juillet 1900, Anne Marie Lutzmann, l'épouse du designer, participa en tant que «première pilote de course de l'usine Opel»,.
Le 31 mars 1901, Heinrich Opel et le contremaître Sedlacek remportèrent la course de côte sur le Königstuhl près de Heidelberg au volant d'une Opel Patentmotorwagen modifiée contre 17 concurrents et avec une vitesse moyenne de 26 km/h,.

## Véhicules restants
Une Opel Patentmotorwagen appartient désormais à la collection Opel Classic et une autre au Deutsches Museum (toutes deux construites en 1899). Cette dernière a été largement restaurée dans les années 1960. Au moins un autre véhicule (construit en 1900) est en mains privées.